# کوبو آبه
کوبو آبه (به ژاپنی: Abe Kōbō , 安部 公房؛ زادهٔ ۷ مارس ۱۹۲۴ - درگذشتهٔ ۲۲ ژانویه ۱۹۹۳) نویسنده، نمایشنامه‌نویس، کارگردان تئاتر و عکاس ژاپنی بود. او با نام اصلی کیمیفوسا آبه (به ژاپنی:Abe Kimifusa , 安部 公房) در منطقه کیتا در توکیو متولد شد. کوبو درواقع تلفظ چینی نام اصلی اوست. او از نویسندگان برجسته ادبیات معاصر ژاپن است که از میانه دوره شووا تا اوایل دوره هیسه‌ای فعالیت می‌کرد و از پیشگامان جریان آوانگارد در ژاپن بود. او به همراه یوکیو میشیما به عنوان نسل دوم نویسندگان ژاپن پس از جنگ جهانی دوم شناخته می‌شود.
آبه اغلب به دلیل حساسیت‌های مدرنیستی و کاوش‌های سوررئالش در مورد افراد در جامعه معاصر با فرانتس کافکا مقایسه شده است؛ از این‌رو او را «کافکای ژاپن» می‌نامند. مشهورترین اثر او «زن در ریگ روان» نام دارد و فیلم سینمایی از آن به کارگردانی هیروشی تیشیگاهارا وجود دارد که فیلم‌نامه آن را خود آبه نوشته است.
کوبو آبه به عنوان «نزدیک‌ترین فرد به جایزه نوبل ادبیات» از سوی کمیته نوبل ارزیابی شده بود اما ناگهان به دلیل نارسایی قلبی در ۶۸ سالگی درگذشت.

## زندگی

### دوران کودکی
کوبو آبه در ۷ مارس ۱۹۲۴ در کیتا، توکیو، ژاپن متولد شد؛ خانواده آبه در آن زمان به دلیل تحقیقات یک‌ساله پزشکی پدرش در توکیو حضور داشتند. در سال ۱۹۲۵ آبه که ۸ ماهه بود، به همراه خانواده‌اش به منچوری نقل مکان کرد و در منطقه ژاپنی‌نشین موکدن (اکنون شنیانگ) بزرگ شد. والدینش در هوکایدو بزرگ شده بودند، در حالی که خودش کودکی‌اش را در منچوری گذراند. این سه‌گانگی اصل و نسب تأثیر زیادی بر آبه داشت که در مصاحبه‌ای در سال ۱۹۷۸ گفت:
 «من اساساً آدمی بدون زادگاه هستم. این شاید دلیل حس هراس از زادگاهی باشد که در اعماق وجودم جریان دارد. تمام چیزهایی که برای ثباتشان ارزشمند هستند، مرا می‌آزارند.»

### دوران دبیرستان
در دوران تحصیل، قوی‌ترین درس او ریاضیات بود و  به جمع‌آوری حشرات نیز علاقه داشت. او یک خواننده پر اشتیاق بود و آثاری از فلاسفه‌ مانند فریدریش نیچه، مارتین هایدگر و کارل یاسپرس و همچنین ادبیات فیودور داستایفسکی، ادگار آلن پو و فرانتس کافکا را مطالعه می‌کرد.
آبه در آوریل ۱۹۴۰ به توکیو بازگشت و در دبیرستان قدیمی سیجو (اکنون دانشگاه سیجو) در رشته علوم ثبت‌نام کرد و تحت تأثیر معلم زبان آلمانی خود به نام روکورو آبه به خواندن نمایشنامه‌ها و ادبیات اگزیستانسیالیسم پرداخت. او در طول تحصیل، کتاب تحلیل کلی اثر تِیجی تاکاگی (ریاضی‌دان ژاپنی) را بسیار می‌خواند و به عنوان نابغه ریاضیات از زمان تأسیس سیجو شناخته می‌شد.
در همان زمستان، به دلیل آموزش نظامی، سرمای شدیدی خورد و به عفونت ریه مبتلا شد. او مدتی از تحصیل بازماند و به خانه‌اش در موکدن برگشت تا درمان شود. پس از بهبودی، در آوریل ۱۹۴۲ به تحصیل بازگشت. در ۹ دسامبر همان سال، مقاله‌ای با عنوان «انتقاد مثبت ناشی از کاهش مشکلات» نوشت که درمجله دانش‌آموزی «شیرو» در فوریه سال بعد منتشر شد. این اولین اثر چاپ‌شده آبه بود.
در مارس ۱۹۴۳ به دلیل شرایط جنگی (جنگ جهانی دوم)، فارغ‌التحصیلی او تسریع شد. در این زمان، او داستان کوتاهی به نام «عنوان نامشخص (از داستان‌های روح‌نما)» نوشت که به عنوان نخستین اثر داستانی او شناخته می‌شود اما آن را چاپ نکرد.

### دوران دانشگاه و تحصیل در رشته پزشکی
آبه در سال ۱۹۴۳ برای تحصیل در رشتهٔ پزشکی وارد دانشگاه سلطنتی توکیو (اکنون دانشگاه توکیو) شد. این انتخاب عمدتاً به‌دلیل احترامی بود که برای پدرِ پزشکش قائل بود اما دلیل دیگرش این بود که افرادی که در پزشکی تخصص داشتند از سربازی معاف می‌شدند.
در سال ۱۹۴۴، با لغو معافیت تحصیلی دانشجویان علوم انسانی و اعزام آنها به جبهه، فکر اینکه «نوبت دانشجویان علوم تجربی است که به جنگ بروند» و شایعاتی مبنی بر نزدیک شدن به شکست ژاپن در جنگ، باعث نگرانی آبه دربارهٔ وضعیت خانواده‌اش شد؛ بنابراین در اواخر همان سال بدون اطلاع به دانشگاه به منچوری بازگشت، اما دوستانش حضورش را به جای او در کلاس‌ها ثبت کردند. در زمستان سال ۱۹۴۵ که مشغول کمک به پدرش در کلینیک بود، احضاریه‌ای برای خدمت نظامی دریافت کرد اما پیش از ورود به ارتش، پایان جنگ در ۱۵ اوت اعلام شد. در همان زمستان، تیفوس شیوع پیدا کرد و پدرش که مشغول درمان بیماران بود، مبتلا شد و جان خود را از دست داد.
در سال ۱۹۴۶، به دلیل شکست ژاپن در جنگ، از خانه‌اش در موکدن آواره شد و با ساختن نوشیدنی (سایدر) هزینه زندگی را تأمین می‌کرد. در اواخر همان سال، با یک کشتی تخلیه به ژاپن بازگشت. پس از رساندن خانواده‌اش به خانه پدربزرگ و مادربزرگش در هوکایدو، به توکیو و دوباره دانشکده پزشکی برگشت. از آن زمان به بعد، آبه هرگز به چین بازنگشت و به عنوان نویسنده نیز هرگز از زندگی خود در منچوری چیزی ننوشته است.
در سال ۱۹۴۸، آبه از دانشکده پزشکی دانشگاه توکیو فارغ‌التحصیل شد اما این فارغ‌التحصیلی مشروط به این بود که او پزشک نشود و او نیز در آزمون ملی پزشکی شرکت نکرد.

## نویسندگی

### آغاز نویسندگی – اواخر دهه ۱۹۴۰

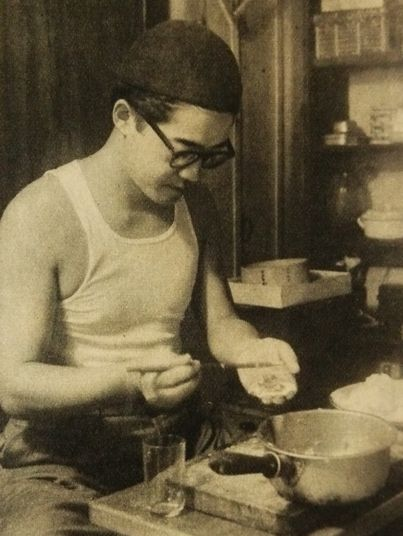
آبه در حال درست کردن گیوزا، ۱۹۵۴

در مارس ۱۹۴۷، آبه با ماچی یامادا هنرمند و طراح صحنه ژاپنی، که در آن زمان در مدرسه هنرهای زیبا (اکنون دانشگاه هنرهای زیبای زنان) مشغول به تحصیل در رشته نقاشی ژاپنی بود، ازدواج کرد. در همان سال، آبه مجموعه شعری به نام «اشعار بی‌نام» را که بر اساس تجربه‌هایش از بازگشت از منچوری نوشته شده بود، با استفاده از چاپ استنسیل و با هزینه شخصی خود منتشر کرد. این مجموعه شعر ۶۲ صفحه‌ای، تحت تأثیر راینر ماریا ریلکه و مارتین هایدگر، به شدت به دغدغه‌های ناشی از جوانی از دست رفته و مواجهه با واقعیت پرداخته بود.
در سال ۱۹۴۸، آبه نخستین رمان بلند خود با عنوان «دیوار گِلی» را به روکورو آبه (معلم زبان آلمانی‌اش در دوران دبیرستان) ارائه داد. این اثر به صورت سه دفترچه نوشته شده و داستان یک جوان ژاپنی را روایت می‌کند که پس از امتناع از زادگاه خود، به دست راهزنان در منچوری گرفتار می‌شود. یاد و خاطره دوست نزدیکش که در منچوری درگذشته بود، به شکل عمیقی در این رمان منعکس می‌شود. آبه روکورو این اثر را به یوتاکا هانی‌یا یکی از ویراستاران مجله ادبی «ادبیات مدرن» فرستاد. هانی‌یا بلافاصله به استعداد آبه پی برد اما به دلیل اینکه ویرایش مجله به صورت جمعی انجام می‌شد، نگران بود که اثر او توسط همکارش رد شود و به همین دلیل آبه را به مجلات دیگر معرفی کرد. در نتیجه دفتر اول از «دیوار گِلی» با نام «نشانه‌ای در پایان راه» در شماره فوریه مجله «فردیت» منتشر شد. این اولین انتشار یک اثر از آبه در یک مجله تجاری بود.
به سبب این رویداد، آبه به جمع «انجمن شب» پیوست که توسط گروهی از نویسندگان و روشنفکران آوانگارد (از جمله کیوترو هانادا و یوتاکا هانی‌یا) که تلاش می‌کردند ارزش‌های انسانی را از طریق هنر بازتعریف کنند، اداره می‌شد. تحت‌تاثیر کیوترو هانادا، آبه به سورئالیسم اروپایی و مارکسیسم علاقه‌مند شد و به بررسی چگونگی ترکیب آنها پرداخت.سپس به لطف تلاش‌های هانادا و هانی‌یا، تمام سه دفتر «دیوار گِلی» به عنوان کتابی مستقل با همان نام «نشانه‌ای در پایان راه» به چاپ رسید.
در سال ۱۹۵۰، آبه با همکاری افرادی چون هیروشی تشیگاهارا و شین‌ایچی سِگی، «انجمن قرن» را تأسیس کرد. به گفته هانی‌یا، در این دوره آبه در شرایط بسیار سخت مالی و فقر شدید به سر می‌برد و برای تأمین زندگی‌اش مجبور به فروش خون بود. هانی‌یا حتی چندین بار به آبه کمک مالی کرد. در تابستان همان سال، آبه به حزب کمونیست ژاپن پیوست.

### دریافت جایزه آکوتاگاوا – ۱۹۵۱

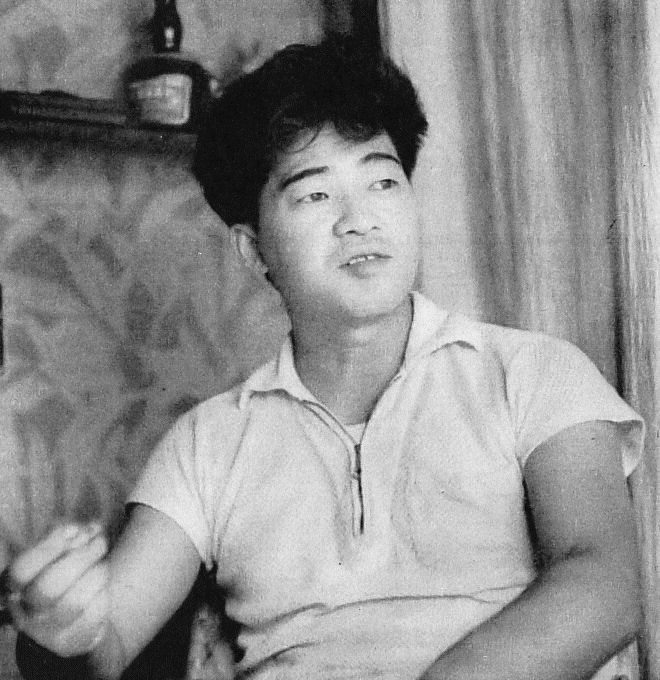
از شماره ۱ سپتامبر ۱۹۵۴ مجله گراف مای‌نیچی

در سال ۱۹۵۱، داستان کوتاه آبه با عنوان «دیوار – جنایتِ آقای اِس. کارما» در شماره فوریه مجله «ادبیات مدرن» منتشر شد. این اثر تحت تأثیر آلیس در سرزمین عجایب نوشته لوئیس کارول قرار داشت. داستان دربارهٔ مردی است که یک صبح ناگهان نام خود را از دست داده و به همین دلیل حق وجود در واقعیت را نیز از دست می‌دهد. دیوار – جنایت آقای اِس. کارما به عنوان نامزد جایزه آکوتاگاوا در سال ۱۹۵۱ انتخاب شد و با وجود انتقادات، به دلیل حمایت قوی یاسوناری کاواباتا و کوساکو تاکی، موفق به دریافت این جایزه شد. کاواباتا احساس می‌کرد که ظهور چنین آثاری در زمانه امروز ضروری است و آن را نوآورانه و کنجکاوی‌برانگیز دانست. با بردن این جایزه معتبر، توانایی او برای ادامه چاپ کارهایش تأیید شد.
در ۲۸ مه همان سال، این داستان کوتاه به «جنایتِ آقای اِس. کارما» تغییر نام داد و با اضافه شدن داستان کوتاه «راکون برج بابل» و یک داستان متوسط چهار بخشی به نام «پیله سرخ»، در قالب نخستین مجموعه داستان‌های کوتاه آبه با عنوان «دیوار»، همراه با مقدمه‌ای از جون ایشی‌کاوا و طراحی جلدی از هیروشی تشیگاهارا، منتشر شد.

### نویسندگی حرفه‌ای و گرایش به نمایشنامه‌نویسی – دهه ۱۹۵۰

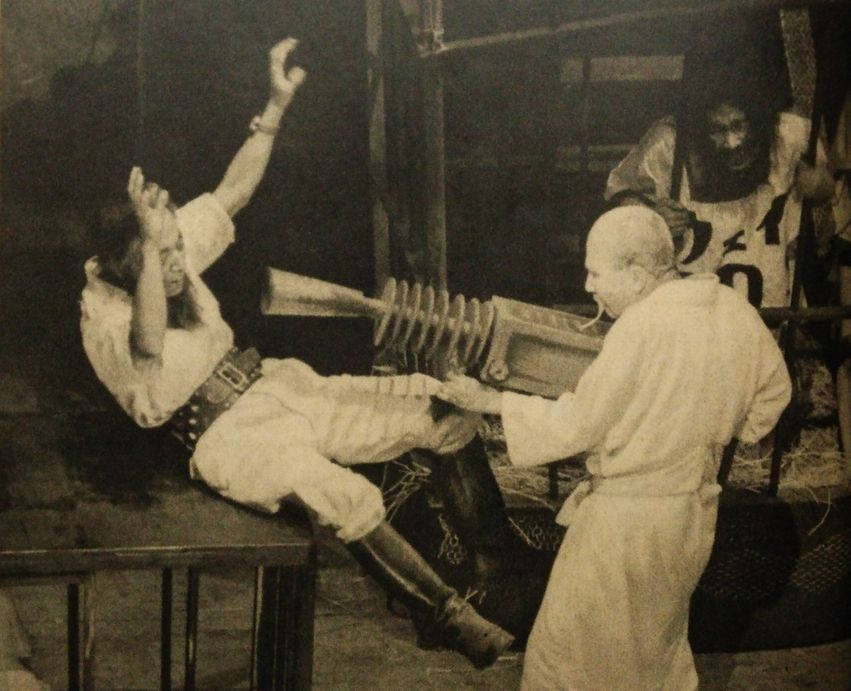
گروه تئاتر های‌یوزا در حال اجرای نمایش «شکار برده»، سال ۱۹۵۵

با دریافت جایزه آکوتاگاوا، جایگاه کوبو آبه در دنیای ادبیات تثبیت شد. پس از آن او چندین داستان کوتاه منتشر کرد و در سال ۱۹۵۳، نخستین اثر نمایشنامه‌ای خود با عنوان «دختر و ماهی» را به دست چاپ سپرد. از آن زمان به‌طور فعال به نوشتن نمایشنامه مشغول شد و با ویرایش و بازنویسی، آثار خود را در رسانه‌های مختلف منتشر کرد. در دهه ۱۹۵۰ آثار زیادی شامل داستان کوتاه همچون «اختراع شماره R62»، «متجاوز» (به فارسی با نام تجاوز قانونی منتشر شده است)، «سرباز رؤیا»؛ رمان‌هایی همچون «اتحاد گرسنگی»، «هیولاها به سوی وطن می‌روند»، «چهارمین عصر بین یخ» (به فارسی با نام آدم ماهی منتشر شده است) و نمایشنامه‌هایی همچون «یونیفرم»، «مردی که چوب شد»، «روح اینجاست» را به انتشار رساند.
آثار او به صورت نمایش‌های رادیویی و تئاتری اجرا شدند. از جمله گروه تئاتر های‌یوزا (از بزرگ‌ترین گروه‌های تئاتر نو در ژاپن) نمایشنامه‌های «شکار برده» و «روح اینجاست» را اجرا کردند. او همچنین نمایش‌های رادیویی کودکانه نیز تولید کرد. در این دهه، آبه با هنرمندان مختلف گروه‌های هنری متعددی را تشکیل داد که در پیشبرد هنر معاصر ژاپن نقش داشتند.

### شهرت جهانی – دهه ۱۹۶۰
در سال۱۹۶۰، آثار هنری و ادبی گوناگونی را منتشر کرد از جمله رمان «چشم سنگی». همچنین فیلم‌نامه مجموعه درام تلویزیونی به نام «برزخ» را نوشت که با بازی هیروشی آکوتاگاوا از تلویزیون ژاپن پخش شد.
در سال ۱۹۶۲، رمان «زن در ریگ روان» را منتشر کرد که داستان معلمی است که برای جمع‌آوری حشرات به روستایی ساحلی می‌رود و با نیرنگ روستاییان در یک گودال شن، در خانه‌ای که یک زن به تنهایی در آن زندگی می‌کند، محبوس می‌شود. این اثر برای آبه شهرت بین‌المللی به ارمغان آورد و موفق به دریافت جایزه ادبی یومی‌ئوری شد. از آن زمان به بعد او بیش‌تر تمرکزش را بر روی نوشتن آثار بلند و داستان‌های جدید گذاشت و به موضوعاتی چون تنهایی مردم شهری و بازسازی ارتباط با دیگران پرداخت و به تدریج آثار آزمایش‌گرایانه و خلاقانه‌ای را منتشر کرد که مورد ارزیابی بین‌المللی قرار گرفتند.
در سال ۱۹۶۴، رمان «چهره دیگری» را منتشر کرد. داستان آن دربارهٔ مردی است که به دلیل حادثه‌ای در یک آزمایشگاه شیمیایی، دچار سوختگی شده و چهره خود را از دست می‌دهد. او سعی می‌کند با ساختن یک نقاب که کاملاً شبیه چهره‌ای واقعی است، همسرش را اغوا کند.
در سال ۱۹۶۷، رمان «نقشه تباه‌شده» (به فارسی با نام مرد بدون نقشه منتشر شده است) را منتشر کرد. داستان آن روایتگر کارآگاهی است که به دنبال مرد گمشده‌ای می‌گردد و خودش گم می‌شود و هویتش را در کلان‌شهری تو در تو و بی‌روح از دست می‌دهد. سه اثر اخیر آبه به عنوان سه‌گانه ناپدید شدن شناخته می‌شوند.
در آن سال نمایشنامه «دوستان» را نیز منتشر کرد که از نمایشنامه‌های برجسته آبه به‌شمار می‌رود و به عنوان یک شاهکار نیز شناخته شده است. این نمایشنامه بر اساس داستان کوتاه «متجاوز» (۱۹۵۱) نوشته شده اما مضمون و پی‌رنگ آن‌ها متفاوت است. داستان یک خانواده عجیب و غریب است که به‌طور ناگهانی وارد آپارتمان یک مرد تنها می‌شوند و با لبخند از عشق به همسایه و مهربانی صحبت می‌کنند. نیک‌خواهی این خانواده که به اتاق مرد هجوم می‌برند، در میان طنز سیاه به هیولایی تبدیل می‌شود که ساختار زندگی انسان‌ها در جامعه مدرن و روابط آن‌ها با دیگران را به تصویر می‌کشد. این اثر موفق به دریافت جایزه تانیزاکی شد.

#### همکاری با هیروشی تشیگاهارا
همکاری میان کوبو آبه و هیروشی تشیگاهارا نمونه‌ای جذاب از تقاطع میان ادبیات و سینما است. این همکاری در دهه ۱۹۶۰ آغاز شد و به چندین فیلم با تحسین گسترده منتقدان انجامید. سبک ادبی منحصربه‌فرد آبه که با تم‌های سوررئال و وجودی شناخته می‌شود، با تکنیک‌های فیلم‌سازی پیشرو تشیگاهارا تکمیل شد.
اولین همکاری میان این دو با فیلم «تله» در سال ۱۹۶۲ صورت گرفت. برخلاف باقی فیلم‌ها که بر اساس رمان‌های آبه است، این فیلم در اصل براساس مجموعه درام تلویزیونی «برزخ» با فیلم‌نامه خود آبه ساخته شده است.
فیلم دوم آن‌ها «زن در ریگ روان» (۱۹۶۴) نام دارد که جایزه ویژه هیئت داوران جشنواره فیلم کن را به دست آورد و برای جایزه اسکار بهترین فیلم خارجی‌زبان نیز نامزد شد.
همکاری بعدی آن‌ها یعنی فیلم «چهره دیگری» (۱۹۶۶)، به دلیل داستان‌پردازی نوآورانه و سبک بصری‌اش مورد تحسین منتقدان قرار گرفت.
چهارمین همکاری آن‌ها فیلم «نقشه تباه‌شده» (۱۹۶۸) بود که با عنوان «مرد بدون نقشه» نیز شناخته شده است.

### استودیو آبه کوبو – دهه ۱۹۷۰
در سال ۱۹۷۳، آبه رمان «مرد جعبه‌ای» را منتشر کرد که داستان مردی است که در جعبه مقوایی که از سر تا کمر را می‌پوشاند، زندگی می‌کند و از دریچه‌ای به دنیای بیرون نگاه می‌کند و در شهر پرسه می‌زند. (اقتباس سینمایی این رمان با نام «مرد جعبه‌ای» به کارگردانی گاکوریو ایشیئی در سال ۲۰۲۴ منتشر شد.)
او در همان سال، گروه تئاتر «استودیو آبه کوبو» را تأسیس کرد و به‌طور جدی به فعالیت‌های تئاتری خود پرداخت. تا سال ۱۹۷۹، او ۱۴ نمایش در استودیوی آبه نوشت، کارگردانی و تولید کرد. بسیاری از طراحی‌های صحنه برای این نمایش‌ها توسط همسرش ماچی آبه انجام شد. بیش‌تر این نمایش‌ها بر حرکت به جای دیالوگ تأکید داشتند زیرا آبه سعی داشت سبک تئاتری برای بیان تصاویر سوررئالیستی به صورت بصری ایجاد کند.
در سال ۱۹۷۵، از دانشگاه کلمبیا آمریکا، دکترای افتخاری علوم انسانی را دریافت کرد.
در سال ۱۹۷۷، رمان «ملاقات مخفی» را به چاپ رساند. این داستان که زمینه گروتسک دارد، بیمارستانی را به تصویر می‌کشد که در آن بیماران مبتلا به بیماری‌های عجیب وجود دارند که پزشکان عجیب و غریب آن‌ها را درمان می‌کنند. در همان سال، به عنوان عضو افتخاری فرهنگستان هنر و علوم آمریکا معرفی شد.
در سال ۱۹۷۹ با رهبری استودیو آبه کوبو به آمریکا سفر کرد و نمایش «بچه فیل مرده است» را در سن‌لوئیس، واشینگتن، نیویورک، شیکاگو و دنور اجرا کرد. او در این سفر به خاطر روش‌های نوآورانه تئاتری‌اش با بازخوردهای مثبتی مواجه شد.

### روزهای هاکونه – دهه ۱۹۸۰
آبه از سال ۱۹۸۰ به بعد، تقریباً ارتباط خود را با محافل ادبی قطع کرد و از همسرش ماچی نیز دور شد و به تنهایی در ویلایی که بر فراز تپه‌ای مشرف به دریاچه آشی در هاکونه ساخته بود، به کار و زندگی پرداخت. از ژانویه همان سال، او سری مقالات و عکس‌های خود با عنوان «عکس و مقاله - دزدیدن شهر» را در مجله هنر شینچو منتشر کرد و این کار او تا دسامبر سال بعد ادامه یافت. در سال ۱۹۸۲، به دلیل مشکلات جسمانی، فعالیت‌های استودیو آبه کوبو را متوقف کرد.
در سال ۱۹۸۴، رمان «کشتی ساکورا» از او منتشر شد که با الهام از طرح‌های پناهگاه هسته‌ای نوشته شده بود. اگرچه این رمان به‌طور صریح به جنگ سرد اشاره نمی‌کرد اما ترس‌های گسترده از نابودی هسته‌ای که در آن دوره بسیار مشهود بود را بازتاب می‌داد.
او در سال ۱۹۸۶، کتابی به نام «نهنگ‌های شتابان به سوی مرگ» که بر اساس مقالات و مصاحبه‌هایی که در دهه ۱۹۸۰ انجام شده بود، منتشر کرد. پس از آن، چندین مقاله و نوشته دیگر به جا گذاشت و دهه ۱۹۸۰ را به پایان رساند.

### سال‌های پایانی – دهه ۱۹۹۰
کوبو آبه در سال ۱۹۹۱، رمان «دفتر یادداشت کانگورو» را منتشر کرد. این رمان به‌عنوان آخرین اثر بلند او قبل از مرگش شناخته می‌شود. داستان حول محور یک راوی می‌چرخد که یک روز صبح بیدار شده و متوجه می‌شود جوانه‌های تربچه دایکون از پاهایش رشد کرده‌اند. این بیماری عجیب، او را به یک سفر سورئال از طریق بیمارستان به دنیای زیرزمینیِ زیر خیابان‌های شهر می‌کشاند.

در آن زمان آبه علاقه زیادی به زبان‌های کریول پیدا کرده بود. اما در یک گفت‌وگو که در اول دسامبر همان سال انجام شد، «نظریه آمریکا» را به عنوان طرح جدیدی که دنبال می‌کرد، مطرح کرد. وی اظهار داشت:
«به قول چامسکی، فرهنگی جهانی که نیازی به یادگیری ندارد. می‌خواهم سرزندگی و جذابیت سنت‌ستیزی را که با چیزهایی مانند کوکاکولا و شلوار جین نمایان می‌شود، بازنگری کنم.»

## درگذشت
آبه در نیمه‌شب ۲۵ دسامبر ۱۹۹۲، حین نوشتن دچار خونریزی مغزی و اختلال هوشیاری شد. در ۱۶ ژانویه ۱۹۹۳ با بهبود وضعیت از بیمارستان ترخیص شد اما در دوران نقاهت در منزل به آنفولانزا مبتلا و در ۲۰ ژانویه دوباره در بیمارستان بستری شد. در تاریخ ۲۲ ژانویه تب او فروکش کرد و به‌طور موقت بهبود یافت اما در همان روز ساعت ۷:۰۱ صبح به دلیل نارسایی قلبی حاد در ۶۸ سالگی درگذشت. رمانی که در دسامبر ۱۹۹۲ درحال نوشتن آن بود، «پدران مختلف» نام داشت و ناتمام ماند.

## پس از مرگ
بعد از مرگ او، تعدادی از آثارش در فلاپی دیسک‌هایی که استفاده می‌کرد، پیدا شدند. از جمله رمان‌های «مرد پرنده» (۱۶۲ صفحه) و «خاطرات موش کور» (۲۴۰ صفحه) که ناتمام ماندند.
دخترش نِری از سال ۱۹۹۷ تا ۲۰۰۹ در ویرایش مجموعه کامل آثار او تلاش کرد و در سال ۲۰۱۱، کتاب «زندگی‌نامه آبه کوبو» را منتشر کرد.
در سال ۲۰۱۲، در خانه برادر کوچک آبه (که به خانواده مادری‌اش به عنوان فرزندخوانده پیوسته بود) در شهر ساپورو استان هوکایدو، یک داستان کوتاه منتشر نشده به نام «فرشته» که به نظر می‌رسید آبه آن را در سال ۱۹۴۶ هنگام بازگشت از منچوری به ژاپن در کشتی نوشته باشد، کشف شد. این اثر در شماره دسامبر ۲۰۱۲ مجله شینچو منتشر و مورد استقبال خوانندگان قرار گرفت.
در سال ۲۰۲۴ که مصادف با صدسالگی تولد آبه بود، انتشار کتاب‌ها و برگزاری رویدادهای مرتبط با او افزایش یافت. در ۲۸ فوریه، نسخه جدیدی از «مرد پرنده» در انتشارات شینچو منتشر شد. نسخه قبلی که سال ۱۹۹۴ منتشر شده بود، رمانی بود که براساس نسخه اصلی فلاپی دیسک توسط همسرش ماچی ویرایش شده بود اما این بار نسخه اصلی و کاملاً اورجینال به عنوان یک اثر جدید از آبه منتشر شد. در ۲۸ مارس، مجموعه داستان‌های کوتاه اولیه آبه با عنوان «عنوان نامشخص (از داستان‌های روح‌نما)» به چاپ رسید. در ماه اوت نیز «مجموعه عکس‌های کوبو آبه» و مجموعه‌ای از مقالات و یادداشت‌ها با عنوان «نهنگ‌های شتابان به سوی مرگ: خاطرات موش کور» منتشر شدند. در موزه ادبیات مدرن کاناگاوا، به مناسبت چهلمین سالگرد تأسیس آن، نمایشگاه ویژه‌ای به نام «نمایشگاه کوبو آبه - محور ادبیات قرن ۲۱» از ۱۲ اکتبر تا ۸ دسامبر برگزار شد. این نمایشگاه، بزرگ‌ترین نمایشگاه با موضوع کوبو آبه تا امروز بوده است که در آن حدود ۵۰۰ اثر شامل دست‌نوشته‌ها، نامه‌ها، دستگاه تایپ و دوربین‌های مورد علاقه او به نمایش گذاشته شد. همچنین، نسخه دست‌نویس اثر برنده جایزه آکوتاگاوا «دیوار – جنایت آقای اِس. کارما» و مدارکی که در ویلای هاکونه باقی مانده بودند برای اولین بار به نمایش گذاشته شدند.

## کوبو آبه از نگاه دیگران
- یوتاکا هانی‌یا که از اولین افرادی بود که به استعداد آبه پی برد، در نقدی که بر اثر برنده جایزه آکوتاگاوا «دیوار» (۱۹۵۱) نوشت، اظهار داشت که آبه نه تنها جانشین اوست بلکه او را نیز پشت سر گذاشته و فراتر خواهد رفت.
- آبه نه تنها در زمینه ادبیات فانتزی بلکه به عنوان یک نویسنده پیشرو در ادبیات پست‌مدرن با تکنیک‌هایی چون اسلیپ‌استریم (جریان پس‌رو) و متافیکشن (ماورای داستان) نیز شناخته شده و در سطح جهانی مورد تقدیر است. «زن در ریگ روان» به بیش از ۳۰ زبان ترجمه شده است.
- آثار آبه به ویژه در کشورهای کمونیستی اروپای شرقی مورد تقدیر قرار گرفت و در تقابل با یوکیو میشیما که بیشتر در غرب شناخته شده بود، دیده می‌شد. اما رابطه این دو نویسنده با هم بسیار خوب بود و میشیما آبه را تحسین می‌کرد و در انتخاب جایزه جون‌ایچیرو تانیزاکی در سال ۱۹۶۷، نمایشنامه «دوستان» آبه را به شدت توصیه کرد. این جایزه که عمدتاً به رمان‌های بلند اعطا می‌شد، با انتخاب نمایشنامه‌ای توسط میشیما، یک مورد استثنایی را به ارمغان آورد.[۴۸]
- در ۱۳ مه ۱۹۷۵، آبه در مراسم اعطای عنوان دکترای افتخاری علوم انسانی از دانشگاه کلمبیا آمریکا، از سوی ارائه‌دهنده مورد ستایش قرار گرفت و به او گفته شد: «شما دارای یک ویژگی جهانی به نام انسانیت هستید.»[۴۹]
- در سال ۱۹۷۹ نمایش «بچه فیل مرده است» توسط گروه استودیو آبه کوبو در آمریکا اجرا و با استقبال بسیار خوبی روبرو شد. به گفته آبه، در این نمایش تعداد تماشاگران به‌طور تصاعدی افزایش یافت و در روز پایانی راهروها، پله‌ها و حتی اتاق میکسر از تماشاگران پر شدند.[۵۰] منتقد نیویورک تایمز، مل گاسو، در نقد این نمایش به نمایشنامه‌نویس لهستانی، تادئوش کانتور اشاره کرد و گفت: «آبه و کانتور در داشتن دیدگاه‌های خلاقانه و دگرگون‌کننده و گروه بازیگرانی که مانند گسترش حس نویسنده حرکت می‌کنند، مشترک هستند.» او همچنین افزود: «کوبو آبه  یک هنرمند فعال، طراح و اجراکننده بزرگ در دنیای تئاتر است.»[۵۱]
- تورو تاکه‌میتسو در متنی که در سال ۱۹۹۵ نوشته است، بیان می‌کند که آبه به نوعی کمال‌گرا بود اما در عین حال یک واقع‌نگر شفاف نیز بود. او تأکید می‌کند که رویکرد آبه در ویرایش و بازنگری و دقت در هر کلمه و جمله، نه تنها برای دستیابی به کمال ظاهری آثارش، بلکه برای قرار دادن خود در یک تونل شاعرانه و انعکاس واقعیت از آنجا است.[۵۲]
- هاروکی موراکامی در یک نشست که در سال ۱۹۹۶ برگزار شد، بیان کرد: «کوبو آبه داستان‌های عجیب و غریبی می‌نویسد اما اگر بخواهیم بگوییم که به‌طور خاص «عجیب» است یا نه، اینگونه نیست. این عجیبی [داستان‌های آبه]، چه خوب و چه بد، همواره به شکل منسجم و پیوسته‌ای عجیب است و نه اینکه صرفاً «عجیب» باشد.»[۵۳]
- گابریل گارسیا مارکز در گفت‌وگویی که در اواخر دهه ۱۹۹۰ با کنزابورو اوئه داشت، گفت: «ما نویسندگان خارجی فقط کوبو آبه را به عنوان نویسنده ژاپنی می‌شناختیم و دربارهٔ سایر نویسندگان اطلاعاتی نداشتیم. برای من، کوبو آبه نویسنده‌ای مهم بود.»[۵۴]
- کنزابورو اوئه، کوبو آبه را در کنار کافکا و فاکنر به عنوان یکی از بزرگ‌ترین نویسندگان جهان قرار می‌دهد. او در مصاحبه‌ای که در سال ۱۹۹۹ انجام داد، گفت: «به نظر من، اگرچه نویسندگان ژاپنی مانند تانیزاکی، کاواباتا و میشیما شناخته شده بودند اما اولین نویسنده‌ای که واقعاً به عنوان یک نویسنده مدرن توسط روشنفکران خارجی خوانده شد، آبه بود و من فکر می‌کنم که او قوی‌ترین تأثیر را گذاشت. به عنوان مثال، گابریل گارسیا مارکز و لوکلزیو از کسانی بودند که آبه را به عنوان نویسنده محبوب خود ذکر کردند.»[۵۵] همچنین در سال ۱۹۹۴ هنگامی که جایزه نوبل ادبیات را دریافت کرد، نام کوبو آبه را به همراه اُوکا شوهِی و ماسوجی ایبوسه ذکر کرد و گفت اگر آن‌ها بیشتر عمر کرده بودند، احتمالاً به جای او این جایزه را دریافت می‌کردند.[۵۶]
- پر وستبری رئیس کمیته نوبل در آکادمی سوئد که برنده جایزه نوبل ادبیات را انتخاب می‌کند، در ۲۱ مارس ۲۰۱۲ در مصاحبه‌ای با روزنامه یومی‌ئوری گفت: «اگر کوبو آبه ناگهانی نمی‌مرد، احتمالاً جایزه نوبل ادبیات را دریافت می‌کرد. او بسیار، بسیار نزدیک بود.»[۳]

## علایق و سرگرمی‌ها

### دوربین
پدر آبه علاقه‌مند به دوربین بود و در خانه‌شان در منچوری یک اتاق تاریک داشتند. به همین دلیل آبه از کودکی با دوربین آشنا بود و در خانه‌اش در توکیو نیز یک اتاق تاریک داشت. همچنین دوربین‌های محبوبش، از جمله دوربین کانتاکس را همیشه با خود به همراه می‌برد. طبق گفتهٔ کاندو کازویا که بیش از ۱۰ هزار نگاتیو باقی‌مانده از آبه را بررسی کرده است، در زمان نگارش «مرد جعبه‌ای» (سال ۱۹۷۲) و همچنین در اوایل دهه ۷۰ که آبه «استودیو آبه کوبو» را تأسیس کرد، حجم عکاسی او به‌طور چشم‌گیری افزایش یافته بود. بعداً نیز این عکس‌ها در آثارش مانند «مدار به شهر» (۱۹۸۰) و «نهنگ‌های شتابان به سوی مرگ» (۱۹۸۶) استفاده شدند. علاوه بر این، عکس‌های شخصی خود او نیز به کار رفته و در مجله هنر شینچو مجموعه‌ای از عکس‌ها و مقاله‌های کوبو آبه تحت عنوان «دزدیدن شهر» (۱۹۸۰ تا ۱۹۸۱) منتشر شده است. از دهه ۱۹۸۰ به بعد، در محل کارش در هاکونه، ابزارهای ساده‌ای برای چاپ بدون نیاز به اتاق تاریک قرار داد و عکس‌هایی را که خود چاپ کرده بود، روی دیوار نصب می‌کرد تا ایده‌هایش را توسعه دهد. او همچنین از دوره هفتم (سال ۱۹۸۱) تا دوره نهم (سال ۱۹۸۳) به عنوان عضو هیئت داوران جایزه عکاسی کیمورا ای‌هِی فعالیت داشت و مهارت‌های عکاسی‌اش فراتر از یک سرگرمی بود.

### ادبیات

#### ادبیات خارجی
- یوتاکا هانی‌یا دربارهٔ تأثیرات ادبیات خارجی بر کوبو آبه در مقاله‌ای که در توضیح کتاب «دیوار» نوشته است، اظهار داشت: «کوبو آبه از هایدگر شروع کرد… او سپس تحت تأثیر شدید ریلکه، سارتر، کافکا و ژول سوپرویل قرار گرفت اما این تأثیرات، کمی با آنچه معمولاً به عنوان تأثیرات ادبی شناخته می‌شود، متفاوت است. بیان فضایی و تجسمی، به شکل‌گیری روش‌شناسی داستان‌های او تبدیل شد.»[۶۰]
- در مورد فرانتس کافکا، آبه در سال‌های ۱۹۵۶ و ۱۹۶۴ در دو سفر به اروپای شرقی از شهر زادگاه او، پراگ، بازدید کرد. آبه در اولین بازدیدش متوجه شد که کافکا هنوز به عنوان یک نویسنده رسمی شناخته نمی‌شود اما در بازدید مجددش، کافکا مورد بازنگری قرار گرفته و محل زادگاهش نیز کشف شده بود. او دربارهٔ جایگاه کافکا در پراگ مقاله‌ای نوشت.[۶۱] همچنین در سال ۱۹۸۰ در مصاحبه‌ای گفت: «من فکر می‌کنم کافکا نویسنده‌ای خارق‌العاده بود که توانست وجود جهان را به نمایش بگذارد.»[۶۲]
- وقتی الیاس کانتی در سال ۱۹۸۱ جایزه نوبل ادبیات را دریافت کرد، آبه به او علاقه‌مند شد و او را بسیار ستایش کرد. در همان زمان، به پیشنهاد دوست صمیمی‌اش دونالد کین، کتاب‌های نویسنده کلمبیایی گابریل گارسیا مارکز را خواند و تحت‌تاثیر او قرار گرفت.[۶۳] از آن پس، آبه به‌طور مکرر کانتی و گارسیا مارکز را در آثار خود و برنامه‌های تلویزیونی معرفی کرد و آثار آن‌ها را به خوانندگان عمومی شناساند.

#### ادبیات ژاپنی
آبه دربارهٔ نویسندگان ژاپنی، به جز کنزابورو اوئه و یاسوئوکا شوتارو، بیشتر آن‌ها را قبول نداشت. برای مثال، او یاسوشی اینواوئه را که در همان دوران به عنوان یکی از نامزدهای جایزه نوبل مطرح بود، به عنوان «قصه‌نویس» و ماسوجی ایبوسه را به عنوان «جستارنویس» به شدت مورد انتقاد قرار می‌داد. با این حال، در دهه ۱۹۸۰ به عنوان عضو کمیته انتخاب چند جایزه ادبی فعالیت داشت و چندین آثار از نویسندگان نوپای ژاپنی را معرفی کرد. علاوه بر این، در مصاحبه‌ای در دسامبر ۱۹۹۱ آبه اظهار داشت که از زمان‌های قدیم علاقه‌مند به رینزو شینا بوده است و شاید تنها نویسنده‌ای که می‌توان در ژاپن به عنوان نویسنده واقعی شناخت، شینا باشد.

### خودرو و ورزش‌های فضای باز
کوبو آبه به ورزش‌های فضای باز علاقه داشت و اغلب با خانواده‌اش به رانندگی یا قایق‌سواری می‌پرداخت. او به ویژه به عنوان یک خودرو دوست شناخته می‌شد و کلکسیونی از چندین خودرو داشت. همچنین در سال ۱۹۸۶، او یک زنجیر چرخ ساده و قابل استفاده بدون نیاز به جک، به نام «چِنیزی» را اختراع کرد. آبه نه تنها فناوری‌های جدید را به کار می‌برد بلکه خود نیز اختراعاتی داشت.

### موسیقی
در موسیقی، او طرفدار گروه پینک فلوید بود و یکی از اولین کاربران سینتی‌سایزر در ژاپن به‌شمار می‌رفت. آبه برای آثار نمایشی خود جلوه‌های صوتی و موسیقی صحنه می‌ساخت. از سوی دیگر، در موسیقی کلاسیک، در دوره جوانی به سمفونی شماره ۹ مالر به رهبری برونو والتر با اجرای ارکستر فیلارمونیک وین و مجموعه آهنگ‌های «سفر زمستانی» از شوبرت علاقه داشت. در سال‌های بعدی نیز به آثار بارتوک و موسیقی باروک علاقه‌مند بود و در سال‌های پایانی زندگی‌اش به آثار باخ که توسط وندی کارلوس اجرا شده بود، گوش می‌داد. همچنین او از اپرا بیزار بود.

### سایر موارد
- چندین فیلم ویدئویی نیز در محل کار آبه در هاکونه باقی ماندند. در میان آن‌ها، آثار «غروب خدایان»، «دروازه بهشت»، «انتخاب سوفی» و «اتصال کوتاه» به همراه کتاب‌ها و نرم‌افزارهای موسیقی مورد علاقه‌اش کنار هم قرار داشتند.[۷۲]
- در زمینه هنر، او جورج سیگال (مجسمه‌ساز) را مورد تحسین قرار داده و از آثار او برای جلد چندین کتاب خود استفاده کرده است. همچنین آبه خودش نیز به‌طور فعال به مجسمه‌سازی می‌پرداخت و از دهه ۱۹۸۰ به بعد، در هاکونه با استفاده از رول‌های دستمال توالت، بطری‌های خالی، هسته‌های انبه و … اشیاء هنری خلق می‌کرد.[۷۳]
- او علاقه‌مند به دخانیات بود و از پیپ و سیگار برگ لذت می‌برد. او همچنین مقاله‌ای با عنوان «روش‌های ترک سیگار» نوشت.[۷۴]

## روابط دوستانه
- آبه از آنچه به عنوان حلقه ادبی معروف است، فاصله گرفته بود و دایره روابط دوستانه‌اش نیز بسیار محدود بود، به طوری که در سال‌های پایانی عمرش شایعاتی مبنی بر مرگ او در میان نسل جوان رواج پیدا کرده و به نوعی به یک افسانه تبدیل شده بود.[۷۵] به نظر می‌رسد شخصیت خاص آبه نیز در این موضوع تأثیرگذار بوده است.
- آثار اولیه آبه بیشتر متعلق به ژانر علمی-تخیلی بودند و این دوره همزمان با آغاز این ژانر در ژاپن بود. به همین دلیل، او هرگز عضو باشگاه نویسندگان علمی-تخیلی ژاپن نشد اما در همایش بین‌المللی علمی-تخیلی که در سال ۱۹۷۰ در ژاپن برگزار شد، نقش محوری ایفا کرد و با افراد مرتبط با این حوزه دوستی نزدیکی داشت.[۷۶]
- او با کنزابورو اوئه رابطه‌ای دوستانه داشت، تا حدی که به خانه‌های یکدیگر رفت و آمد می‌کردند. هر دو در همان زمان جایزه تانیزاکی را دریافت کردند اما در حدود سال ۱۹۶۸ به دلیل اختلاف نظر در مورد اعتراض‌های دانشگاهی، رابطه‌شان کم‌رنگ شد. اوئه گفته است: «بعد از آن، فکر نمی‌کنم که واقعاً آشتی کرده باشیم.»[۷۷] با این حال، از سال ۱۹۸۹ هر دو به عنوان اعضای هیئت داوران جایزه ادبی یومی‌ئوری همکاری می‌کردند و گاهی گفت‌وگوهایی نیز داشتند.[۷۸]
- آبه از طریق کنزابورو اوئه با دونالد کین آشنا شد و دوستی‌ای با او برقرار کرد که تا پایان عمر ادامه داشت. برای کین، آبه یکی از دوستان مهمش در کنار یوکیو میشیما محسوب می‌شد و پس از مرگ میشیما، آبه به یک وجود بی‌همتا تبدیل شد. همچنین کین نمایشنامه‌های آبه مانند «مردی که به چوب تبدیل شد» و «دوستان» را به انگلیسی ترجمه و معرفی کرده است.
- تورو تاکه‌میتسو که تمام موسیقی فیلم‌هایی که آبه فیلمنامه‌نویس آن‌ها بود را تهیه کرد نیز رابطه نزدیکی با او داشت.
- آبه نسبت به شونتارو تانیکاوا (شاعر پیشگام شعر نو ژاپنی) رفتار سردی داشت اما یک سال قبل از مرگش، ارزیابی جدیدی از او داشت که این موضوع در کتاب تاکه‌میتسو فاش شده است.[۷۹]
- آبه نزدیک به ۲۰ سال رابطه‌ای صمیمی با ریوتارو شیبا برقرار کرد و برای آبه که با حلقه‌های ادبی ارتباط زیادی نداشت، شیبا دوستی قابل اطمینان و صمیمی بود. آبه به همراه شیبا به عنوان داور در جوایز ادبی مختلفی فعالیت کرد. همچنین، شیبا در بسیاری از جوایز ادبی که آبه به عنوان داور در آن‌ها شرکت داشت، برنده شد.[۸۰]

## فعالیت‌های سیاسی
در دوران پساجنگ، موضع آبه به عنوان یک صلح‌طلب روشنفکر منجر به پیوستن او به حزب کمونیست ژاپن در سال ۱۹۵۰ شد و او در سازماندهی کارگران در مناطق فقیر توکیو فعالیت می‌کرد. اندکی پس از دریافت جایزه آکوتاگاوا در سال ۱۹۵۱، آبه شروع به احساس محدودیت‌های قوانین و مقررات حزب کمونیست کرد و همچنین دربارهٔ این که چه آثار هنری معناداری می‌توان در ژانر واقع‌گرایی سوسیالیستی خلق کرد، دچار تردید شد. سال ۱۹۵۶، آبه به حمایت از کارگران لهستانی که علیه دولت کمونیستی خود اعتراض می‌کردند، نوشت و خشم حزب کمونیست را برانگیخت. این انتقاد موضع او را تأیید کرد: 
«حزب کمونیست بر من فشار آورد تا محتوای مقاله را تغییر داده و عذرخواهی کنم اما من نپذیرفتم. گفتم هرگز نظرم را در این مورد تغییر نخواهم داد. این اولین جدایی من از حزب بود.»
در آوریل ۱۹۵۶، آبه به عنوان نماینده انجمن ادبیات نوین ژاپن و شورای فرهنگی ملی، برای شرکت در کنگره نویسندگان چک به پراگ سفر کرد. در آنجا در خودش نسبت به حزب کمونیست علاقه چندانی نیافت اما هنر برای او مایه تسلی و آرامش بود. او از خانه کافکا در پراگ بازدید کرد، ریلکه و کارل چاپک خواند و تحت تأثیر یک نمایش مایاکوفسکی در برنو قرار گرفت.
تهاجم شوروی به مجارستان در سال ۱۹۵۶ آبه را منزجر کرد. او تلاش کرد که از حزب کمونیست خارج شود اما استعفاها در آن زمان پذیرفته نمی‌شدند. در سال ۱۹۶۰، او به عنوان بخشی از انجمن جوانان ژاپن که شامل ایدئولوژی‌های مختلف بود، در اعتراضات آنپو علیه تجدیدنظر پیمان امنیتی آمریکا-ژاپن شرکت کرد. در سال ۱۹۶۱ او با موضعی انتقادی در برابر هشتمین کنگره حزب کمونیست ژاپن که در آن برنامه حزب تعیین می‌شد، ظاهر شد و برخلاف انضباط حزب، مواضع‌نامه‌ای را منتشر کرد و بدین‌گونه از حزب اخراج شد. فعالیت‌های سیاسی آبه در سال ۱۹۶۷ با بیانیه‌ای که به همراه یوکیو میشیما، یاسوناری کاواباتا و جون ایشی‌کاوا منتشر و در آن علیه برخورد با نویسندگان، هنرمندان و روشنفکران در چین کمونیست اعتراض کرد، پایان یافت.

## زندگی شخصی و خانواده
کوبو آبه با ماچی یامادا، یک هنرمند و طراح صحنه، ازدواج کرده بود. آن‌ها در اوایل بیست‌سالگی با هم آشنا شدند و شراکتی مادام‌العمر، هم در زندگی شخصی و هم حرفه‌ای، داشتند. ماچی بیشتر جلدهای کتاب‌های آبه را طراحی کرد و همچنین طراحی صحنه نمایش‌های استودیو آبه را انجام داد. با وجود چالش‌هایی که با آن‌ها روبرو بودند از جمله زندگی در خانه‌های ساده و مبارزه با مشکلات مالی در اوایل ازدواجشان، پیوند آن‌ها قوی باقی ماند. همسرش ماچی، پس از مرگ آبه به سرطان مبتلا شد و در تاریخ ۲۲ سپتامبر همان سال بر اثر سکته قلبی درگذشت.
در سال ۱۹۵۴، دخترشان به دنیا آمد. به پیشنهاد ماچی، از کتاب «زندگی‌نامه گوسکو بودوری» اثر کنجی میازاوا، نام «نِری» برای او انتخاب شد. نِری به عنوان متخصص زنان و زایمان و نویسنده در توکیو فعالیت می‌کرد. در سال ۲۰۱۱، کتاب «زندگی‌نامه آبه کوبو» را منتشر کرد و در سال ۲۰۱۸ به علت پارگی آئورت سینه‌ای در ۶۴ سالگی درگذشت.

## آثار برجسته

### رمان‌ها
| عنوان فارسی               | عنوان اصلی ژاپنی                                           | سال انتشار | برگردان به فارسی |
| ------------------------- | ---------------------------------------------------------- | ---------- | --- |
| نشانه‌ای در پایان راه      | 終りし道の標に [Owarishi michi no shirube ni]              | ۱۹۴۸       | |
| اتحاد گرسنگی              | 飢餓同盟 [Kiga dōmei]                                      | ۱۹۵۴       | |
| هیولاها به سمت وطن می‌روند | けものたちは故郷をめざす [Kemono tachi wa kokyō wo mezasu] | ۱۹۵۷       | |
| چهارمین عصر بین یخ        | 第四間氷期 [Dai-Yon Kampyōki]                              | ۱۹۵۹       | آدم ماهی، شیوا مقانلو، نشر نیماژ |
| چشم سنگی                  | 石の眼 [Ishi no me]                                        | ۱۹۶۰       | |
| زن در ریگ روان            | 砂の女 [Suna no onna]                                      | ۱۹۶۲       | زن در ریگ روان، مهدی غبرایی، نشر نیلوفر |
| چهره دیگری                | 他人の顔 [Tanin no kao]                                    | ۱۹۶۴       | چهره دیگری، بهرام محتشمی، نشر بدیل |
| اِنوموتو تاکه‌آکی           | 榎本武揚 [Enomoto Takeaki]                                 | ۱۹۶۴       | |
| کاملاً انسان‌گونه           | 人間そっくり [Ningen sokkuri]                              | ۱۹۶۶       | |
| نقشه تباه‌شده              | 燃えつきた地図 [Moetsukita chizu]                          | ۱۹۶۷       | مردی بدون نقشه، فردین توسلیان، نشر کتاب فانوس |
| مرد جعبه‌ای                | 箱男 [Hako otoko]                                          | ۱۹۷۳       | آدم جعبه‌ای، فردین توسلیان، نشر الکترونیک سایه‌ها لطفاً مرا نبینید: ماجراهای مرد جعبه‌ای، سحر محمدبیگی، نشر آرادمان مرد جعبه‌ای، مرضیه طرلانی، نشر خوب |
| ملاقات مخفی               | 密会 [Mikkai]                                              | ۱۹۷۷       | |
| کشتی ساکورا               | 方舟さくら丸 [Hakobune sakura maru]                        | ۱۹۸۴       | کشتی ساکورا، فردین توسلیان، نشر کتاب فانوس |
| دفتر یادداشت کانگورو      | カンガルー・ノート [Kangarū nōto]                          | ۱۹۹۱       | دفتر یادداشت کانگورو، سلماز بهگام، نشر ترانه |
| مرد پرنده                 | 飛ぶ男 [Tobu otoko]                                        | ۱۹۹۴       | |

### داستان‌های کوتاه
| عنوان فارسی                  | عنوان اصلی ژاپنی                                    | سال انتشار | برگردان به فارسی |
| ---------------------------- | --------------------------------------------------- | ---------- | --- |
| دختر لال                     | 唖むすめ [Oshimusume]                               | ۱۹۴۹       | |
| دندروکاکالیا                 | デンドロカカリヤ [Dendorokakariya]                  | ۱۹۴۹       | |
| فرار رؤیا                    | 夢の逃亡 [Yume no tōbō]                             | ۱۹۴۹       | |
| پیلهٔ سرخ                     | 赤い繭 [Akai mayu]                                  | ۱۹۵۰       | پیلهٔ سرخ، امین مدی، ماهنامهٔ شبکه آفتاب، شماره ۴۵، دی ۱۳۹۷                                                                                 |
| سیل                          | 洪水 [Kōzui]                                        | ۱۹۵۰       | |
| چوب                          | 棒 [Bō]                                             | ۱۹۵۰       | |
| گچ جادویی                    | 魔法のチョーク [Mahō no chōku]                      | ۱۹۵۱       | |
| دیوار – جنایت آقای اِس. کارما | 壁―S・カルマ氏の犯罪 [Kabe―S・Karuma shi no hanzai] | ۱۹۵۱       | جنایت آقای اِس. کارما، کتاب مجموعه داستان «تجاوز قانونی»، علی قادری، نشر مروارید                                                           |
| متجاوز                       | 闖入者 [Chinnyusha]                                 | ۱۹۵۱       | تجاوز قانونی، کتاب مجموعه داستان «تجاوز قانونی»، علی قادری، نشر مروارید                                                                   |
| زندگی یک شاعر                | 詩人の生涯 [Shijin no Shōgai]                       | ۱۹۵۱       | |
| پوست گرسنه                   | 飢えた皮膚 [Ueta hifu]                              | ۱۹۵۱       | |
| کشتی نوح                     | ノアの方舟 [Noa no hakobune]                        | ۱۹۵۲       | |
| شهر زیر آب                   | 水中都市 [Suichu toshi]                             | ۱۹۵۲       | |
| سگ                           | 犬 [Inu]                                            | ۱۹۵۴       | سگ، کتاب مجموعه داستان «تجاوز قانونی»، علی قادری، نشر مروارید                                                                             |
| ثبت تغییر شکل                | 変形の記録 [Henkei no kiroku]                       | ۱۹۵۴       | |
| اختراع شماره R62             | R62号の発明 [R62 gō no hatumei]                     | ۱۹۵۶       | |
| اغواگر                       | 誘惑者 [Yūwakusha]                                  | ۱۹۵۷       | |
| سرباز رؤیا                   | 夢の兵士 [Yume no heishi]                           | ۱۹۵۷       | سرباز خیالی، کتاب مجموعه داستان «تجاوز قانونی»، علی قادری، نشر مروارید سرباز رؤیا، مهدی غبرایی، مجله داستان همشهری، شماره ۹۱، شهریور ۱۳۹۷ |
| تخم‌مرغ سربی                  | 鉛の卵 [Namari no tamago]                           | ۱۹۵۷       | |
| پیام‌رسان                     | 使者 [Shisha]                                       | ۱۹۵۸       | فرستاده ویژه، کتاب مجموعه داستان «تجاوز قانونی»، علی قادری، نشر مروارید                                                                   |
| قمار                         | 賭け [Kake]                                         | ۱۹۶۰       | |
| مرگ نامربوط                  | 無関係な死 [Mukankei na shi]                        | ۱۹۶۱       | مرگ نامربوط، کتاب مجموعه داستان «تجاوز قانونی»، علی قادری، نشر مروارید                                                                    |
| پرتگاه زمان                  | 時の崖 [Toki no gake]                               | ۱۹۶۴       | |
| آن سوی منحنی                 | カーブの向う [Kabu no mukō]                         | ۱۹۶۶       | |

### نمایشنامه‌ها
| عنوان فارسی             | عنوان اصلی ژاپنی                                | سال انتشار | برگردان به فارسی                                                                                          |
| ----------------------- | ----------------------------------------------- | ---------- | --- |
| یونیفرم                 | 制服 [Seifuku]                                  | ۱۹۵۵       | |
| شکار برده               | どれい狩り [Dorei gari]                         | ۱۹۵۵       | |
| کشتی تندرو              | 快速船 [Kaisoku sen]                            | ۱۹۵۵       | |
| مردی که به عصا تبدیل شد | 棒になった男 [Bō ni natta otoko]                | ۱۹۵۷       | مردی که به عصا تبدیل شد، کتاب مردی که به عصا تبدیل شد (سه نمایشنامه به هم پیوسته)، مصطفی دهقان، نشر افراز |
| روح اینجاست             | 幽霊はここにいる [Yūrei wa koko ni iru]         | ۱۹۵۸       | جناب روح، فردین توسلیان، نشر کتاب فانوس                                                                   |
| تو نیز گناهکاری         | おまえにも罪がある [Omae nimo tsumi ga aru]     | ۱۹۶۵       | |
| دوستان                  | 友達 [Tomodachi]                                | ۱۹۶۷       | دوستان، فردین توسلیان، نشر کتاب فانوس                                                                     |
| چمدان                   | スーツケース [Sūtsukēsu]                        | ۱۹۶۹       | چمدان، کتاب مردی که به عصا تبدیل شد (سه نمایشنامه به هم پیوسته)، مصطفی دهقان، نشر افراز                   |
| پرتگاه زمان             | 時の崖 [Toki no gake]                           | ۱۹۶۹       | پرتگاه زمان، کتاب مردی که به عصا تبدیل شد (سه نمایشنامه به هم پیوسته)، مصطفی دهقان، نشر افراز             |
| قصد نامعلوم             | 未必の故意 [Mihitsu no koi]                     | ۱۹۷۱       | قتل غیرعمد، فردین توسلیان، نشر کتاب فانوس                                                                 |
| کتاب راهنما             | ガイド・ブック [Gaido bukku]                    | ۱۹۷۱       | |
| عینک عشق شیشه رنگی است  | 愛の眼鏡は色ガラス [Ai no megane wa iro garasu] | ۱۹۷۳       | |
| جوراب شلواری سبز        | 緑色のストッキング [Midori iro no sutokkingu]   | ۱۹۷۴       | جوراب شلواری سبز، فردین توسلیان، نشر آنیما                                                                |
| راه (شکار برده جدید)    | ウエー（新どれい狩り） [Wē (Shin dorei gari)]   | ۱۹۷۵       | |
| بچه فیل مرده است        | 仔象は死んだ [Kozō wa shinda]                   | ۱۹۷۹       | |